# Rouffignac
Rouffignac [ʁufiɲak] ist eine südwestfranzösische Gemeinde mit 427 Einwohnern (Stand: 1. Januar 2022) im Département Charente-Maritime in der Region Nouvelle-Aquitaine (vor 2016 Poitou-Charentes). Sie gehört zum Arrondissement Jonzac und zum Kanton Les Trois Monts. Die Einwohner werden Rouffignacois genannt.

## Lage
Rouffignac liegt im Süden der Saintonge etwa 55 Kilometer nordnordöstlich von Bordeaux. Umgeben wird Rouffignac von den Nachbargemeinden Villexavier im Norden, Tugéras-Saint-Maurice im Nordosten, Chartuzac im Osten, Coux im Osten und Südosten, Chamouillac im Süden und Südwesten, Courpignac im Südwesten und Westen sowie Salignac-de-Mirambeau im Westen und Nordwesten.

## Bevölkerungsentwicklung
| Jahr                       | 1962 | 1968 | 1975 | 1982 | 1990 | 1999 | 2006 | 2019 |
| -------------------------- | ---- | ---- | ---- | ---- | ---- | ---- | ---- | ---- |
| Einwohner                  | 506  | 475  | 418  | 374  | 358  | 361  | 427  | 414  |
| Quellen: Cassini und INSEE |      |      |      |      |      |      |      |      |

## Sehenswürdigkeiten

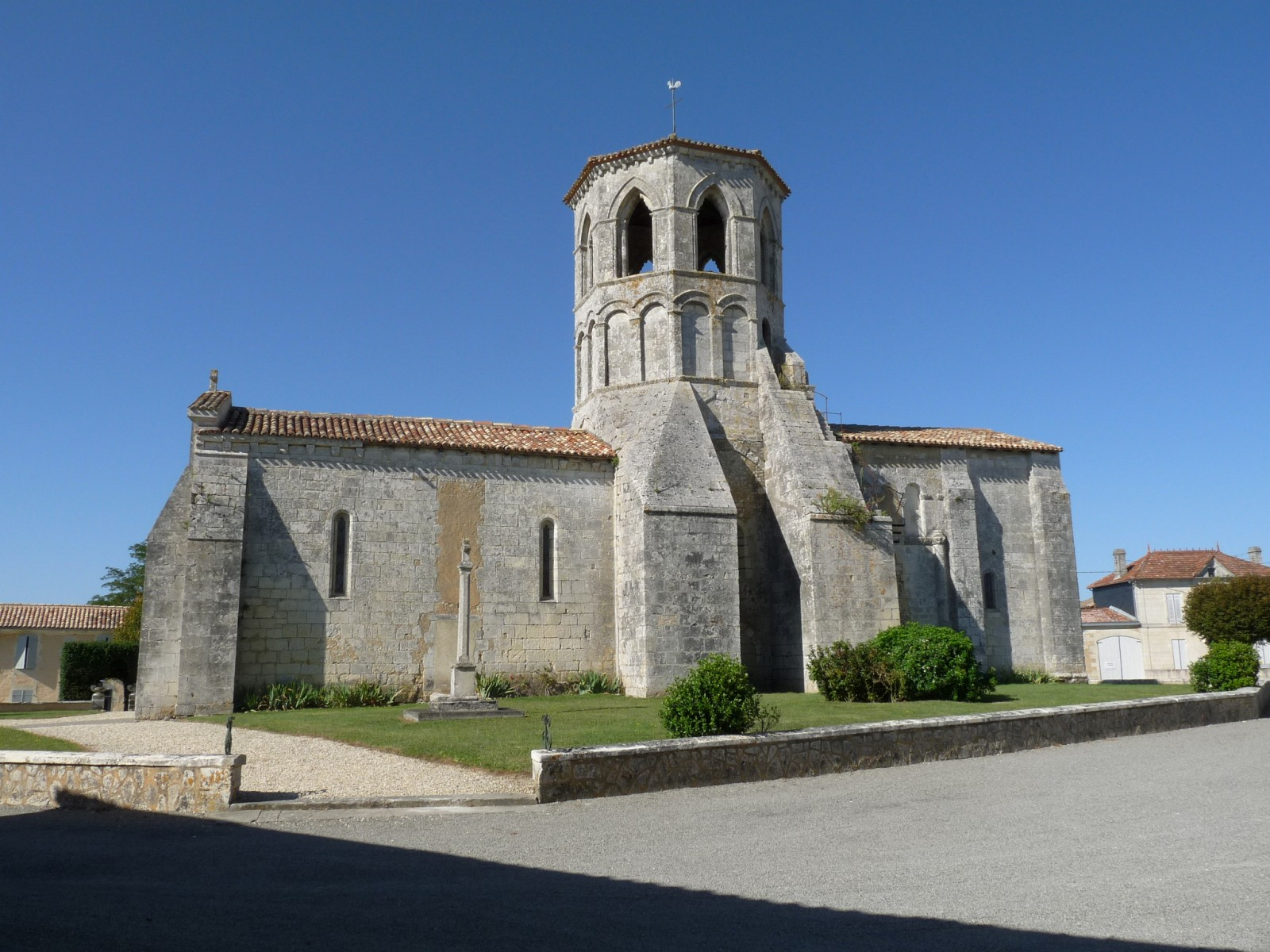
Kirche Saint-Christophe

- Kirche Saint-Christophe aus dem 12. Jahrhundert, Monument historique seit 1925